# Centre Mèdic Assuta Asdod
El Centre Mèdic Assuta Asdod (en hebreu: מרכז רפואי אסותא אשדוד) és un hospital general de la ciutat d'Asdod, a Israel. El centre va obrir les portes el 4 de juny de 2017. L'hospital té 300 llits i serveix a la població d'Asdod i a les poblacions properes. Durant dècades el govern local d'Asdod ha lluitat per tenir un hospital públic. Els residents d'Asdod que requereixen una hospitalització han de viatjar al Centre Mèdic Kaplan situat en Rehovot o bé al Centre Mèdic Barzilai situat a Ascaló. En 2002 el parlament israelià, la Knéset, va acceptar una llei proposada pel diputat Sofa Landver, que força a l'estat hebreu a construir l'hospital. Assuta Ashdod juntament amb l'Escola Mèdica de la Universitat Ben-Gurion del Nègueb formarà a la propera generació de metges d'Israel.
L'hospital està totalment preparat per fer front a incidents de seguretat, atacs de terroristes i llançaments de coets. El centre disposa d'un disseny que ofereix una àmplia protecció en cas de bombardejos i té unes gruixudes parets de ciment, que ofereixen una protecció extensiva. Degut al disseny de l'hospital, no és necessari moure als pacients de les sales d'operacions, de les unitats de vigilància intensiva (UCI), de les sales d'hospitalització, i d'altres zones crítiques, en cas d'un atac de míssils. El centre Assuta Asdod és el primer hospital ecològic d'Israel. Assuta Asdod compleix amb els requisits ecològics i medi-ambientals requerits actualment.